# Hot Boys
Hot Boys – amerykańska hip-hopowa grupa.

## Dyskografia

### Albumy
- 1997: Get It How U Live!
- 1999: Guerrilla Warfare
- 2003: Let 'Em Burn

### Soundtracki
- 2000: Baller Blockin' Soundtrack (z Cash Money Millionaires)

### Single
- 1997: "Neighborhood Superstars"
- 1999: "We on Fire"
- 1999: "I Need a Hot Girl" (feat. Big Tymers)
- 1999: "Rock Ice" (feat. Big Tymers)
- 2003: "My Section"
- 2003: "Gangsta Nigga"